# Flygcharter

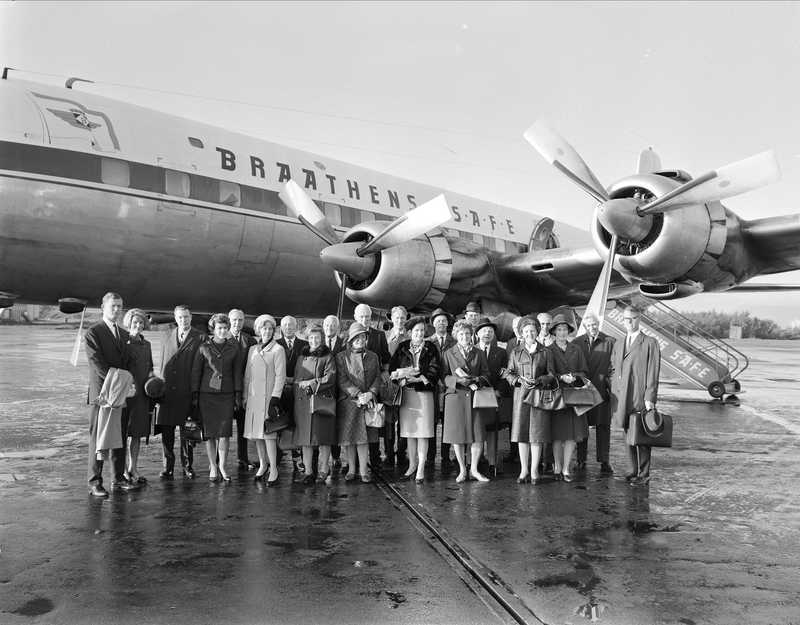
Charterflygresenärer i Oslo som ska till Odense 1966.

Flygcharter innebär att ett flygplan hyrs för en organiserad resa, till skillnad från att platser köps i linjetrafik. Den första svenska charterresan genomfördes i april 1955, och gick till Mallorca.
Ordet charter kan härledas till ordet karta, som kommit via engelskans chart från latinets charta som betyder ’litet papper, kontrakt’. Det i sin tur kommer från grekiskan, som sannolikt har egyptiskt ursprung.

## Charter, turistcharter
Med charter menas oftast charterflyg eller turistcharter, där ett helt flygplan används som del av en paketresa, i vilken resa, boende och eventuellt mat med mera säljs i ett paket. Charter- och framförallt charterflyg används ibland som synonymer för taxiflyg. Skillnaden mellan vanlig charter och taxiflyg är att i det sistnämnda fallet säljs inte enskilda flygstolar som del av ett paket till privatpersoner, utan hela flygplanet hyrs ut tillfälligtvis för transport av passagerare och/eller gods på uppdrag av företagsledningar, artister osv.
Traditionellt har researrangören hyrt flygplan och besättning från ett flygbolag för att utföra en eller flera charterflygningar. Numera äger ofta de stora researrangörerna även flygbolagen som utför charterflygningarna.
Skillnaden mellan charter och reguljärflyg har blivit mindre, då researrangörerna sedan ett antal år också ofta säljer flygstolar i charterflygningarna. Skillnaden är att charterflygningar inte ingår i systemet för flygbokningar utan biljetter säljs via arrangörer och resebyråer. Paketresor bestående av både transport och boende omfattas av ett speciellt konsumentskydd, där resenären får hjälp av svenska staten vid eventuella konkurser, naturkatastrofer etcetera, även vid reguljära flygningar. Lagen omfattar dock inte flygstolar på charter eller reguljära flygningar.
Charterflygningar går endast under en viss turistsäsong, vilken beror på resmålets karaktär. Plan går normalt en viss rutt oftast en gång varje eller varannan vecka, eftersom turisterna normalt vill vara borta så länge. I början och slutet av en säsong måste en tomflygning göras (om planet har turistmålet som bas blir flygningen för att hämta dem första gången tom, om planet har turisternas hemland som bas blir flygningen tillbaka första gången tom). Det gör att man vill ha en viss längd på säsongen.

## Stängda charterflyg
Förutom turistcharterflyg finns det stängda charterflyg, där biljetter inte säljs till allmänheten. Benämningen är oftast ad hoc charter, eller taxiflyg, där de främsta argumenten är tidsbesparing och undvikande av flygplansbyten. Andra faktorer som anpassade avgångstider, enkla incheckningsprocedurer och valfritt resesällskap är också betydelsefulla. Kostnadseffektiviteten beror helt på resans upplägg. De företag som handhar denna typ av förfrågningar benämns ofta flygmäklare eller flygchartermäklare.
Oftast är det ett företag som hyr ett flygplan, antingen för enstaka tillfällen, eller rutinmässigt, kanske till och med varje dag på en viss linje. Ett exempel på det var den nu nedlagda Trollhättan-Vänersborgs flygplats-Frankfurt Mains flygplats varje vardag, endast för anställda i General Motors. Denna typ av linje benämns som Corporate Shuttle. Större företags högsta chefer reser rutinmässigt med "business jet", ett för dem inhyrt mindre flygplan, för att spara tid mot reguljärflyg. Det förekommer även stängda charterflyg för turister. En grupp turister som känner varandra kan hyra ett plan, eller oftare, en helikopter, till exempel i fjällen.

## Charterbolag
Företag som säljer paketresor eller utför flygningar på charter.

### Lista över svenska researrangörer
| Airtours Apollo Kroatienspecialisten Scandjet TUI Ving Detur Langley Travel |  | Turkietresor Thailandtours Solresor Jambo Tours |  | Sembo Alpresor Lion Alpin Nazar |

### Flygbolag som ägnar sig åt flygningar för svenska charterresearrangörer
| Air Caraïbes Atlasjet Balkan Holidays Corsairfly City Airline Corendon Airlines Cyprus Turkish Airlines Eurocypria Airlines |  | Euro M Airlines Novair Koral Blue Malmö Aviation Norwegian Nouvelair Orbest Air Primera Air |  | SAS Charter Spanair Sun Express Thomas Cook Airlines Thomsonfly TUIfly Nordic Finnair |

## Andra begrepp

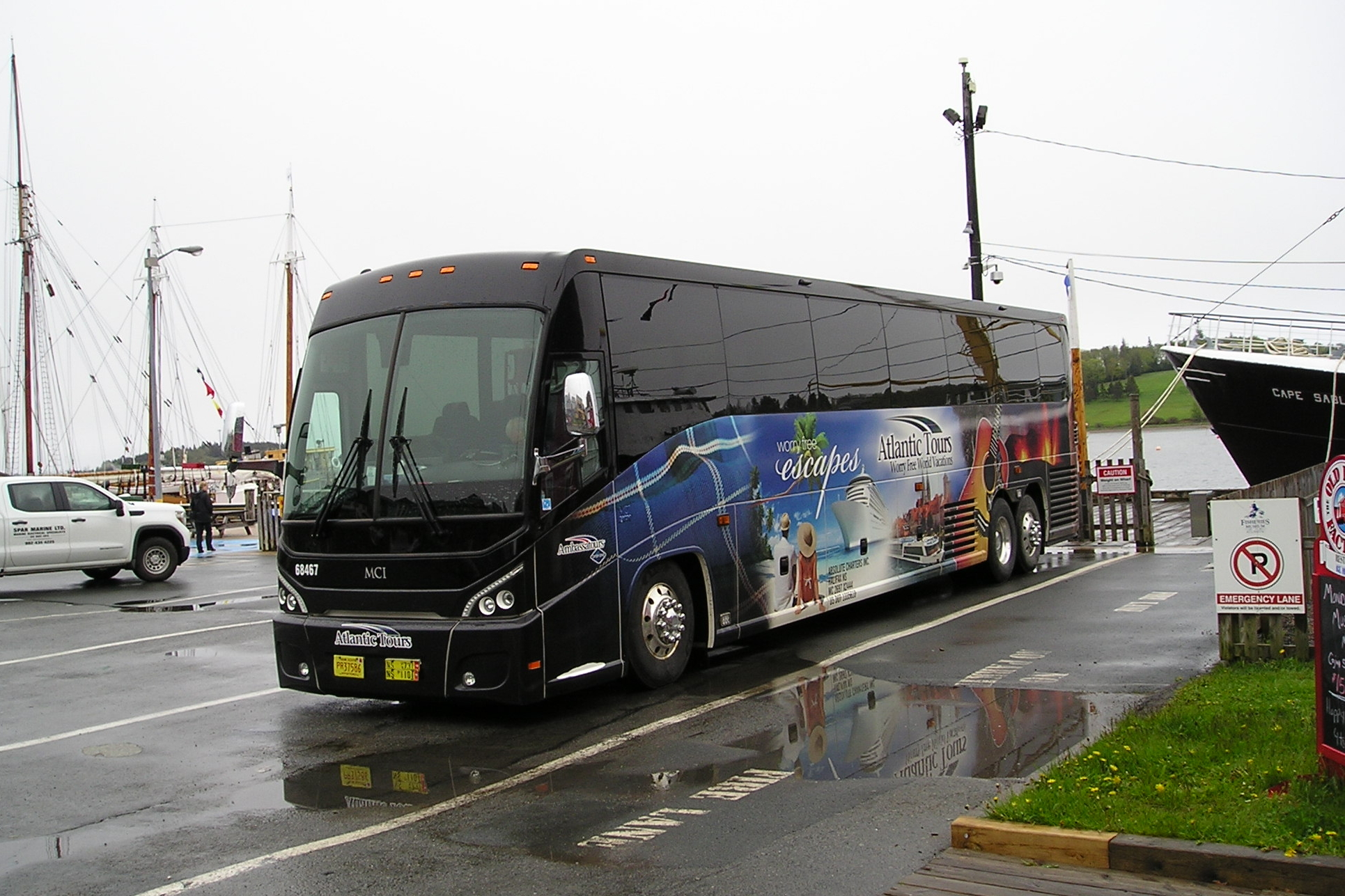
En charterbuss.

Det finns också begrepp som chartertåg, charterbussar med mera. I rederinäringen talar man om att chartra ett fartyg, hyra med eller utan besättning. Utan besättning kallas Bareboat charter, med besättning time charter.